# Pubertad tardía
La pubertad tardía ocurre cuando una persona presenta un desarrollo incompleto de las características sexuales específicas una vez superada la edad habitual de inicio de la pubertad. Aunque es posible que la persona no presente signos físicos u hormonales que indiquen el comienzo de la pubertad, en los Estados Unidos, se considera que las niñas presentan una pubertad tardía si carecen de desarrollo mamario a la edad de 13 años o ausencia de menstruación a los 15 años. Se considera que los niños tienen pubertad tardía si no muestran un agrandamiento de los testículos a los 14 años. La pubertad tardía afecta aproximadamente al 2 % de los adolescentes. 
Comúnmente, la pubertad puede retrasarse varios años y aún ocurrir normalmente, en cuyo caso se considera un retraso constitucional del crecimiento y la pubertad, una variante común del desarrollo físico normal. El retraso de la pubertad también puede ser debido a diversas causas como la malnutrición, diversas enfermedades sistémicas o defectos del sistema reproductor (hipogonadismo) o de la capacidad de respuesta del cuerpo a las hormonas sexuales. El estudio inicial para la pubertad tardía que no se debe a una afección crónica consiste en medir la FSH, la LH y la testosterona/estradiol séricas, así como la radiografía de la edad ósea. Si resulta evidente que hay un defecto permanente del sistema reproductor, el tratamiento generalmente implica el reemplazo de las hormonas apropiadas (testosterona/dihidrotestosterona para los niños, estradiol y progesterona para las niñas).

## Momentos y definiciones
Se considera que hay un retraso de la pubertad cuando un niño o niña no ha empezado la pubertad y en cambio sí que lo han hecho dos desviaciones estándar o alrededor del 95 % de niños y niñas de procedencia similar. En las niñas norteamericanas, la pubertad se considera tardía cuando a los 13 años no han empezado el desarrollo mamario, cuando a los 15 años no han empezado a menstruar y cuando no hay un aumento de la tasa de crecimiento. Así mismo, también puede considerarse pubertad tardía la progresión lenta a través los estadios de Tanner o la ausencia de menarquia 3 años después del desarrollo mamario. En los Estados Unidos, la edad en la que comienza la pubertad en las niñas depende en gran medida de su origen racial. La pubertad tardía conlleva una ausencia de desarrollo mamario a los 12,8 años en las niñas blancas y a los 12,4 en las niñas negras. La ausencia de la menstruación a los 15 años en cualquier origen étnico se considera tardía.
En los niños norteamericanos, la pubertad se considera tardía cuando los testículos tienen menos de 2,5 cm de diámetro o menos de 4 ml de volumen a la edad de 14 años. La pubertad tardía es más común en los hombres. Aunque la ausencia de vello púbico o axilar es común en niños y niñas con pubertad tardía, la presencia de vello sexual se debe a la secreción de hormonas sexuales suprarrenales no relacionadas con las hormonas sexuales producidas por los ovarios y los testículos. La edad en la que comienza la pubertad depende de la genética, la salud general, el estado socioeconómico y la exposición ambiental.
Los niños y niñas que residen más cerca del ecuador, en bajas altitudes, en ciudades y otras áreas urbanas generalmente comienzan el proceso de la pubertad antes que sus contrapartes. Los niños y niñas que padecen obesidad leve a mórbida también tienen más probabilidades de empezar la pubertad antes que los niños y niñas con peso normal. La variación en los genes relacionados con la obesidad, como el FTO o el NEGRI, se ha asociado con un inicio más temprano de la pubertad. Los niños y niñas con padres que comenzaron la pubertad a una edad más temprana también tienen más probabilidad de experimentarlo ellos mismos, especialmente en mujeres cuyo inicio de la menstruación se correlacionó entre madres e hijas y entre hermanas.

## Causas
El retraso de la pubertad se puede clasificar en cuatro categorías, de más a menos común:

### Retraso fisiológico y constitucional
Los niños y niñas que están sanos pero presentan un ritmo de desarrollo físico más lento que la media tienen un retraso constitucional con un retraso subsecuente en la pubertad. Esta es la causa más común de pubertad tardía en las niñas (30 %) y más aún en los niños (65 %). Puede ser heredado con hasta un 80 % de la variación en la edad de inicio de la pubertad debido a factores genéticos. Estos niños y niñas tienen un historial de estatura más baja que sus compañeros de la misma edad durante la infancia, pero su estatura es apropiada para la edad ósea, lo que significa que tienen una maduración esquelética retrasada con potencial para un futuro crecimiento. Muchas veces, es difícil establecer si se trata de un verdadero retraso constitucional del crecimiento y la pubertad o si existe una patología subyacente porque las pruebas de laboratorio no siempre son discriminatorias. En ausencia de otros síntomas, la baja estatura, el retraso en el crecimiento de la altura y el peso y la pubertad tardía pueden ser las únicas manifestaciones clínicas de ciertas enfermedades crónicas, incluida la enfermedad celíaca.

### Desnutrición o enfermedad crónica
Cuando los niños y niñas con bajo peso o enfermizos presentan retraso puberal, está justificado buscar enfermedades que causen un retraso temporal y reversible de la pubertad. Las enfermedades crónicas como la anemia drepanocítica, talasemia, fibrosis quística, VIH/SIDA, hipotiroidismo, enfermedad renal crónica y los trastornos gastroentéricos crónicos (como la enfermedad celíaca y la enfermedad inflamatoria intestinal) provocan un retraso de la activación de la región hipotalámica del cerebro que envía señales para iniciar la pubertad. Los que han superado un cáncer infantil también pueden presentar pubertad tardía secundaria a los tratamientos contra el cáncer, especialmente los hombres. El tipo de tratamiento, la cantidad de exposición/dosis de los medicamentos y la edad durante el tratamiento determinan el nivel por el cual las gónadas se han visto afectadas en pacientes jóvenes con menor riesgo de efectos reproductivos negativos.
El ejercicio físico excesivo y el estrés físico, especialmente en deportistas, también puede retrasar el inicio de la pubertad. Los trastornos de la conducta alimentaria como la bulimia nerviosa y la anorexia nerviosa también pueden afectar a la pubertad a causa de la desnutrición. También, se ha demostrado que las dietas para perder peso bajas en carbohidratos disminuyen la estimulación de la insulina, que a su vez no estimula a las neuronas kisspeptinas, vitales en la liberación de hormonas que inician la pubertad. Esto demuestra que los niños y niñas con restricción de carbohidratos y los niños y niñas con diabetes mellitus de tipo 1 pueden tener una pubertad tardía.

### Insuficiencia primaria de los ovarios o de los testículos (hipogonadismo hipergonadotrópico)

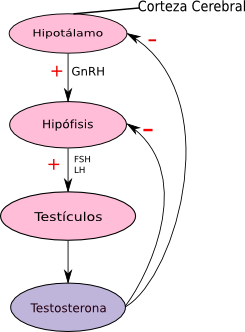
Eje hipotálamo-hipófisis-testicular y hormonas producidas por cada parte del eje. Los signos + indican que las hormonas liberadas por el órgano anterior de la cadena estimulan el órgano.

El fallo primario de los ovarios o testículos (gónadas) provocará una pubertad tardía debido a la falta de respuesta hormonal por parte de los receptores finales del eje HHG. En este escenario, el cerebro envía muchas señales hormonales (gonadotropina alta), pero las gónadas no pueden responder a dichas señales, provocando así un hipogonadismo hipergonadotrópico. El hipogonadismo hipergonadotrópico puede ser causado por defectos congénitos o defectos adquiridos.

#### Trastornos congénitos
Las enfermedades congénitas incluyen la criptorquidia no tratada donde los testículos no descienden del abdomen. Otros trastornos congénitos son de naturaleza genética. En los hombres, puede haber deformidades del túbulo seminífero como en el síndrome de Klinefelter (la causa más común en hombres), defectos en la producción de esteroides testiculares, mutaciones de los receptores que impiden el funcionamiento de las hormonas testiculares, anomalías cromosómicas como el síndrome de Noonan o problemas con las células que forman los testículos. Las mujeres también pueden tener anomalías cromosómicas como el síndrome de Turner (la causa más común en las niñas), disgenesia gonadal XX y disgenesia gonadal XY, problemas en la ruta de síntesis de hormonas ováricas como deficiencia de aromatasa o deformidades anatómicas congénitas como la agenesia mülleriana.

#### Trastornos adquiridos
Las enfermedades adquiridas incluyen orquitis por parotiditis, infección por virus de Coxsackie B, irradiación, quimioterapia o traumatismo. Todas ellas causan fallo en las gónadas.

### Deficiencia genética o adquirida de la vía hormonal de la pubertad (hipogonadismo hipogonadotrópico)
El eje hipotálamo-hipófiso-gonadal también puede verse afectado a nivel del cerebro. El cerebro no envía señales hormonales a las gónadas (gonadotropinas bajas), lo que provoca que las gónadas nunca se activen en primer lugar y como resultado, un hipogonadismo hipogonadotrópico. El eje HHG se puede alterar en dos lugares, a nivel hipotalámico o hipofisario. Los trastornos del SNC como los tumores cerebrales infantiles (p. ej. craneofaringioma, prolactinoma, germinoma, glioma) pueden interrumpir la comunicación entre el hipotálamo y la hipófisis. Los tumores hipofisarios, especialmente los prolactinomas, pueden aumentar el nivel de dopamina, provocando un efecto inhibidor del eje HHG. Entre los trastornos hipotalámicos se incluyen el síndrome de Prader-Willi y el síndrome de Kallmann, pero la causa más común de hipogonadismo hipogonadotrópico es una deficiencia funcional en la hormona reguladora producida por el hipotálamo, la hormona liberadora de gonadotropinas o GnRH.

## Diagnóstico
Los endocrinólogos pediátricos son los médicos con mayor formación y experiencia en la evaluación de la pubertad tardía. Una historia clínica completa, una revisión de los sistemas, del patrón de crecimiento y un examen físico, así como pruebas de laboratorio e imágenes médicas, revelan la mayoría de las enfermedades y afecciones sistémicas capaces de detener el desarrollo o retrasar la pubertad, además de dar pistas sobre algunos de los síndromes reconocibles que afectan al sistema reproductivo. La evaluación médica oportuna es una necesidad ya que hasta la mitad de las niñas con pubertad tardía tienen una patología subyacente.

### Historia clínica y examen físico

#### Retraso fisiológico y constitucional
Los niños y niñas con retraso constitucional apuntan que son más bajos que sus compañeros, que su crecimiento se ha ralentizado y que son más delgados que sus compañeros de clase. Su crecimiento ha empezado a ralentizarse años antes del crecimiento repentino secundario a la pubertad, lo que ayuda a diferenciar un retraso constitucional de un trastorno relacionado con el eje HHG. Un historial familiar completo con las edades de los momentos importantes de la pubertad de los padres también puede proporcionar un punto de referencia para la edad esperada de la pubertad. Los parámetros de medición del crecimiento en niños y niñas con sospecha de retraso constitucional incluyen la altura, el peso, el ritmo de crecimiento y el cálculo de la altura media de los padres, que representa la altura adulta esperada para el niño o niña.

#### Desnutrición o enfermedad crónica
Los hábitos alimenticios y de actividad física, así como los antecedentes de enfermedades graves y de medicamentos pueden dar pistas sobre la causa de la pubertad tardía. El retraso en el crecimiento y la pubertad pueden ser los primeros signos de enfermedades crónicas graves como los trastornos metabólicos, entre ellos la enfermedad inflamatoria intestinal y el hipotiroidismo. Los síntomas como la fatiga, el dolor y un patrón anormal de defecación sugieren una afección crónica subyacente. Un IMC bajo puede llevar a un médico a diagnosticar un trastorno de la conducta alimentaria, desnutrición, abuso infantil o trastornos gastrointestinales crónicos.

#### Insuficiencia ovárica o testicular primaria
Un cuerpo de forma eunucoide donde la extensión del brazo excede la altura en más de 5 cms sugiere un retraso en el cierre del cartílago de crecimiento secundario al hipogonadismo. El síndrome de Turner tiene características únicas de diagnóstico que incluyen pliegues cutáneos laterales en el cuello, estatura baja, tórax ancho e implantación baja del cabello. El síndrome de Klinefelter presenta un estatura alta, así como testículos pequeños y firmes.

#### Deficiencia genética o adquirida de la vía hormonal de la pubertad
La carencia del sentido del olfato (anosmia) junto con la pubertad tardía son indicaciones clínicas características del síndrome de Kallmann. Las deficiencias de GnRH, la hormona de secreción pulsátil producida por el hipotálamo, pueden causar malformaciones congénitas como el labio leporino y la escoliosis. La presencia de síntomas neurológicos como los dolores de cabeza y los trastornos visuales sugieren un trastorno cerebral, como un tumor cerebral que causa hipopituitarismo. La presencia de síntomas neurológicos junto con galactopoyesis son signos de niveles altos de prolactina, que podrían indicar un efecto secundario a un fármaco o un prolactinoma.

### Diagnóstico por la imagen

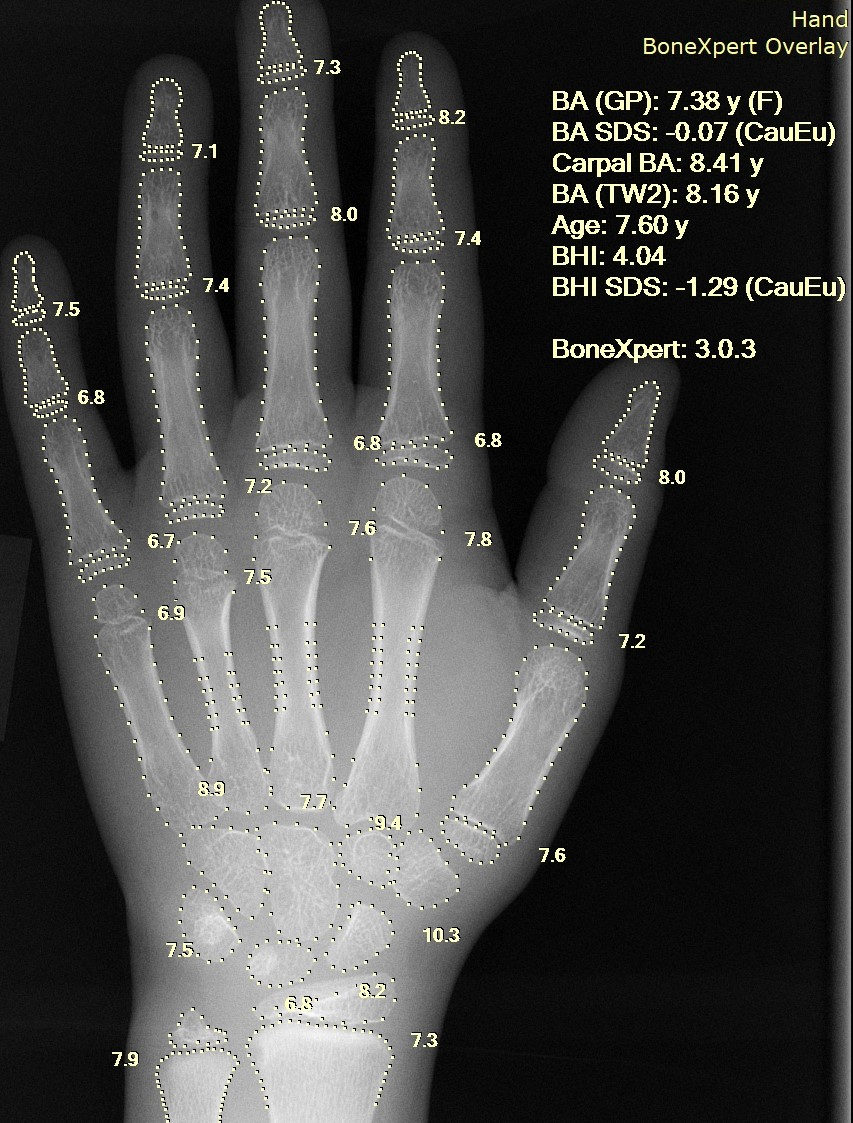
La determinación de la edad ósea permite compararla con la edad cronológica y evaluar el potencial de crecimiento futuro.

Dado que la maduración ósea es un buen indicador de la maduración física general, una radiografía de la mano y muñeca izquierdas para evaluar la edad ósea generalmente revela si el niño o niña ha alcanzado una etapa de maduración física en la que debería ocurrir la pubertad. Una radiografía que muestra una edad ósea <11 años en las niñas o <13 años en los niños (a pesar de una edad cronológica más alta) muy a menudo es indicativa de retraso constitucional de la pubertad. Se debe considerar una resonancia magnética del cerebro si hay presencia de síntomas neurológicos junto con la pubertad tardía, dos signos indicativos de tumor hipofisario o hipotalámico. Una resonancia magnética también puede confirmar el diagnóstico de síndrome de Kallmann debido a la ausencia o el desarrollo anormal del tracto olfativo. Sin embargo, en ausencia de síntomas neurológicos claros, una resonancia magnética puede no ser la opción más rentable. Una ecografía pélvica puede detectar anomalías anatómicas, incluidas la criptorquidia y la agenesia mülleriana.

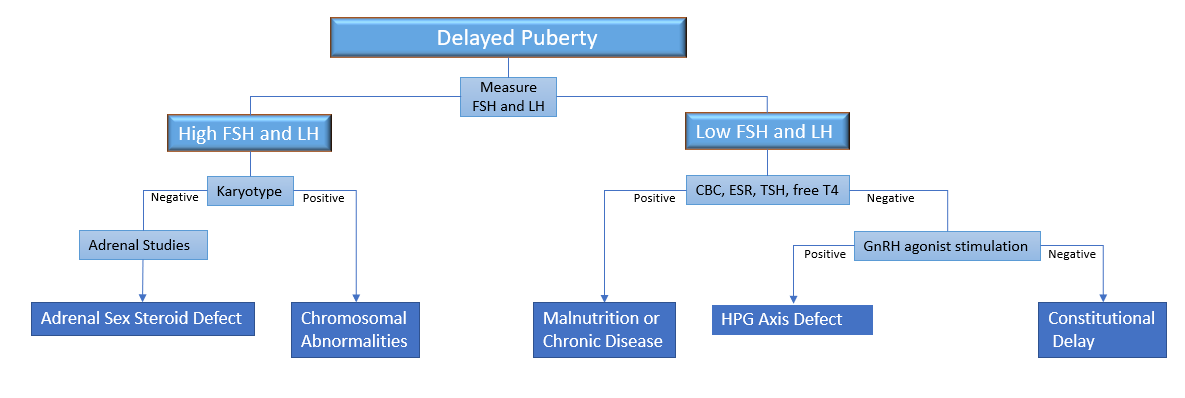
Estudio de la pubertad tardía.

### Evaluación en laboratorio
El primer paso en la evaluación de los niños y niñas con pubertad tardía implica diferenciar entre las distintas causas de la pubertad tardía. El retraso constitucional se puede evaluar con una historia clínica completa, la edad física y la edad ósea. La desnutrición y las enfermedades crónicas se pueden diagnosticar a través de la historia clínica y las pruebas específicas de la enfermedad. Los estudios de detección sistemática incluyen un hemograma completo, una velocidad de sedimentación globular y estudios de la tiroides.
El hipogonadismo se puede diferenciar entre hipogonadismo hiper e hipogonadotrópico midiendo la hormona foliculoestimulante (FSH) sérica y la hormona luteinizante (LH) (gonadotropinas para medir el rendimiento hipofisario) y estradiol en las niñas (para medir el rendimiento gonadal). A la edad de 10-12 años, las niñas con insuficiencia ovárica y los niños con insuficiencia testicular tienen la LH y la FSH altas porque el cerebro está tratando de iniciar la pubertad, pero las gónadas no responden a estas señales. La estimulación del cuerpo mediante la administración de una versión sintética de la hormona liberadora de gonadotropinas (GnRH, la hormona hipotalámica) puede diferenciar entre el retraso constitucional de la pubertad y una deficiencia de GnRH en niños, aunque no se han realizado estudios en niñas para probarlo. A menudo es suficiente medir simplemente los niveles de referencia de gonadotropina para diferenciar entre los dos.
En niñas con hipogonadismo hipogonadotrópico, se mide el nivel de prolactina sérica para identificar si tienen un prolactinoma, tumor hipofisario.Unos niveles altos de prolactina justifican pruebas adicionales con resonancia magnética, excepto si se pueden identificar fármacos que inducen la producción de prolactina. Si el niño o niña tiene algún síntoma neurológico, se recomienda que el médico realice una resonancia magnética de la cabeza para detectar posibles lesiones cerebrales. En niñas con hipogonadismo hipergonadotrópico, un cariotipo puede identificar anomalías cromosómicas, la más común de las cuales es el síndrome de Turner. En niños, un cariotipo está indicado cuando hay la posibilidad de que el niño tenga un defecto congénito de las gónadas como el síndrome de Klinefelter. En niños y niñas con un cariotipo normal, se pueden identificar defectos en la síntesis de las hormonas sexuales esteroideas suprarrenales midiendo la 17-hidroxilasa, una enzima importante involucrada en la producción de hormonas sexuales.

## Gestión médica
Los objetivos de la terapia hormonal a corto plazo son inducir el comienzo del desarrollo sexual e inducir el crecimiento repentino, pero deberían limitarse a los niños y niñas con angustia grave o ansiedad secundaria a su pubertad tardía. La edad ósea debe controlarse con frecuencia para evitar el cierre precoz del cartílago de crecimiento, lo que retrasa el crecimiento.

### Retraso fisiológico y constitucional
Si un niño o niña están sanos, pero tienen un retraso constitucional del crecimiento y de la pubertad, se les puede proporcionar tranquilidad y dar un pronóstico basado en la edad ósea. Por lo general, no es necesaria ninguna otra intervención, pero se recomienda repetir la evaluación midiendo la testosterona o el estrógeno séricos. Además, el diagnóstico de hipogonadismo se puede descartar una vez que el adolescente ha empezado la pubertad a los 16-18 años. Los niños mayores de 14 años cuyo crecimiento está gravemente afectado o experimentan angustia grave secundaria a su falta de pubertad pueden comenzar a tomar testosterona para aumentar su estatura. El tratamiento con testosterona también se puede usar para estimular el desarrollo sexual, pero puede cerrar el cartílago de crecimiento y detener prematuramente el crecimiento por completo si no se administra con cuidado.
Otra opción terapéutica es el uso del inhibidor de la aromatasa para inhibir la conversión de andrógenos en estrógenos, ya que los estrógenos son los responsables de detener el desarrollo del cartílago de crecimiento y, por lo tanto, el crecimiento. Sin embargo, debido a los efectos secundarios, la terapia con testosterona sola se utiliza con mayor frecuencia. En general, ni la hormona del crecimiento ni los inhibidores de la aromatasa se recomiendan en el retraso constitucional para aumentar el crecimiento. Las niñas pueden empezar a tomar estrógenos con los mismos objetivos que sus homólogos masculinos. En general, los estudios no han mostrado diferencias significativas en la altura final de los adultos entre los adolescentes tratados con esteroides sexuales y aquellos que se observaron sin tratamiento.

### Desnutrición o enfermedad crónica
Si el retraso se debe a una enfermedad sistémica o desnutrición, es probable que la intervención terapéutica se centre en esas afecciones. En pacientes con enfermedad celíaca, un diagnóstico precoz y el establecimiento de una dieta sin gluten previene complicaciones a largo plazo y permite el restablecimiento de la maduración normal. La terapia con hormona tiroidea es necesaria en caso de hipotiroidismo.

### Insuficiencia primaria de los ovarios o testículos (hipogonadismo hipergonadotrópico)
Mientras que los niños y niñas con retraso constitucional tienen niveles normales de hormonas sexuales después de la pubertad, la deficiencia de gonadotropina o el hipogonadismo pueden necesitar un tratamiento sustitutivo con esteroides sexuales de por vida. En las niñas con insuficiencia ovárica primaria, el estrógeno debe iniciarse cuando se espera el inicio de la pubertad. Las progestinas generalmente se añaden después de que haya un desarrollo mamario adecuado, aproximadamente de 12 a 24 meses después de haber empezado el estrógeno, ya que iniciar el tratamiento con progestina demasiado pronto puede afectar negativamente el desarrollo mamario.
Después de un desarrollo mamario adecuado, la administración de estrógeno y progestina de manera cíclica puede ayudar a establecer una menstruación regular una vez iniciada la pubertad. El objetivo es que la maduración sexual se termine en 2 o 3 años. Una vez terminada la maduración sexual, un periodo de prueba sin terapia hormonal puede determinar si la niña requiere tratamiento de por vida. Las niñas con una deficiencia congénita de GnRH necesitan suficiente hormona sexual suplementaria para mantener los niveles corporales dentro del nivel puberal esperado necesario para inducir la ovulación, especialmente cuando la fertilidad es una preocupación. Los niños con una insuficiencia primaria de los testículos tendrán que tomar testosterona de por vida. La administración pulsátil de GnRH, semanal de LH o hCG y la FSH se pueden utilizar para inducir la fertilidad en la edad adulta tanto en hombres como en mujeres.

### Deficiencia genética o adquirida de la vía hormonal de la pubertad (hipogonadismo hipogonadotrópico)
Los niños >12 años con hipogonadismo hipogonadotrópico se tratan con mayor frecuencia con testosterona a corto plazo, mientras que los hombres con insuficiencia testicular reciben testosterona de por vida. La elección de la formulación (para uso tópico o inyección) depende de la preferencia del niño o niña y de la familia, así como la tolerancia a los efectos secundarios. Aunque la terapia de testosterona sola da lugar al inicio de la pubertad, para aumentar el potencial de fertilidad puede que se necesite la administración pulsátil de GnRH o hCG con rFSH.
La hCG se puede utilizar por sí sola en niños con inicio espontáneo de la pubertad en formas no permanentes de hipogonadismo hipogonadotrópico y se puede añadir rFSH en caso de bajo recuento de espermatozoides después de 6 a 12 meses de tratamiento. Se debe considerar que hay hipogonadismo hipogonadotrópico permanente cuando la pubertad no ha comenzado después de 1 año de tratamiento. Las niñas con hipogonadismo hipogonadotrópico se inician en la misma terapia de esteroides sexuales que sus contrapartes con un retraso constitucional. Sin embargo, las dosis se aumentan gradualmente hasta alcanzar los niveles totales sustitutivos en adultos. La dosis de estrógeno se ajusta en función de la capacidad de la mujer de tener hemorragias por disrupción y de mantener una densidad ósea adecuada. La estimulación de la fertilidad también debe hacerse a través de la administración pulsátil de GnRH.

### Otras causas
La hormona del crecimiento es otra opción que se ha descrito, no obstante, solo debe usarse en una deficiencia de la hormona del crecimiento demostrada, como una estatura corta idiopática. No se ha demostrado que los niños y niñas con un retraso constitucional se beneficien de la terapia con hormonas del crecimiento. Aunque los niveles séricos de la hormona del crecimiento sean bajos en el retraso constitucional de la pubertad, aumentan después del tratamiento con hormonas sexuales y, en esos casos, no se sugiere que la hormona del crecimiento acelere el crecimiento.
La deficiencia de vitamina A es uno de los factores etiológicos en la maduración puberal tardía. Los suplementos de retinol y hierro en los niños y niñas normales con retraso constitucional con deficiencia de vitamina A es tan eficaz como la terapia hormonal en la inducción del crecimiento y la pubertad. Se están desarrollando más terapias centradas en los moduladores más discretos del eje HHG, incluidas la kisspeptina y la neurocinina B. En los casos de pubertad tardía importante secundaria al hipogonadismo, la evaluación por un psicólogo o psiquiatra, así como el asesoramiento y un entorno de apoyo son una terapia suplementaria importante para el niño o niña. Pasar de una atención pediátrica a una atención del adulto también es crucial, ya que muchos niños y niñas se pierden durante este cambio.

## Perspectivas
El retraso constitucional del crecimiento y la pubertad es una variación del desarrollo normal sin consecuencias para la salud a largo plazo; no obstante, puede tener efectos psicológicos duraderos. Los adolescentes varones con pubertad tardía tienen un mayor nivel de ansiedad y depresión en relación con sus compañeros. Los niños y niñas con pubertad tardía también muestran una disminución del rendimiento académico durante su educación en la adolescencia, pero no se han determinado cambios en el rendimiento académico en la edad adulta.
Existen pruebas contradictorias sobre si los niños y niñas con crecimiento constitucional y pubertad tardía alcanzan su máxima altura potencial. La idea más corriente es que estos niños y niñas recuperan su crecimiento durante el crecimiento repentino de la pubertad y simplemente tienen una estatura más baja antes de que comience su pubertad tardía. Sin embargo, algunos estudios muestran que a estos niños y niñas les faltan de 4 a 11 cms de la altura esperada.Los factores que pueden afectar a la estatura final incluyen una estatura familiar baja y un desarrollo del crecimiento prepuberal. El retraso puberal también puede afectar la masa ósea y el posterior desarrollo de osteoporosis. Los hombres con pubertad tardía a menudo tienen una densidad mineral ósea de baja a normal que no se ve afectada por la terapia con andrógenos. Las mujeres tienen más probabilidades de tener una menor densidad ósea y, por lo tanto, un mayor riesgo de fracturas incluso antes del inicio de la pubertad. Además, la pubertad tardía está relacionada con un mayor riesgo de trastornos cardiovasculares y metabólicos sólo en mujeres, pero también parece ser protectora para la mama y el endometrio en mujeres y del cáncer testicular en hombres.